# Aleksandr Matvejev
Aleksandr Konstantinovitsj Matvejev (Russisch: Александр Константинович Матвеев)  (Jekaterinenburg, 1926 - 2010, Jekaterinenburg) is een Russisch taalkundige bekend van zijn werken met betrekking tot toponiemen, onomastiek en etymologie.
Matvejev werd geboren in Jekaterinenburg, maar studeerde vanwege de  Tweede Wereldoorlog af aan de Universiteit van Chabarovsk. Vanaf 1952 was hij werkzaam aan de Staatsuniversiteit van de Oeral in Jekaterinenburg (toen Sverdlovsk geheten). In 1970 verdedigde hij zijn tweede proefschrift (kandidatstitel), grofweg te vergelijken met de doctorstitel en werd professor aan de faculteit filologie. Vanaf 1961 was hij hoofd van de leerstoel voor Russische taal en algemene taalkunde aan de Staatsuniversiteit van de Oeral. In 1988 kreeg hij de titel van honorair wetenschapper van Rusland en in 1991 werd hij academicus van de Russische Academie van Wetenschappen.
Als hoofd van de dialectologische en toponimische expedities van de Oeral droeg hij bij aan het opzetten van een enorme verzameling van toponiemen uit het Oeralgebied en het noordelijk deel van Rusland, waarvoor hij zelf meer dan 70 reizen maakte. Zijn studie van dit materiaal leverde een groot aantal fundamentele fenomenen op van Finoegrische talen en vergrootte de kennis van de formele en semantische ontwikkeling van toponiemen, door het verdiepen van de methoden van toponiemen.

## Werken
Matvejev heeft meer dan 270 wetenschappelijke werken op zijn naam staan. Hiertoe behoren Finoegrische leenwoorden in het Russische dialect van de Noordelijke Oeral (Sverdlovsk, 1959), Methoden van toponimisch onderzoek (Sverdlovsk, 1986), Fundamentele toponiemen van noordelijk Rusland (deel 1 en 2, Jekaterinenburg, 2001) en vele populaire boeken over taal voor niet-taalkundigen. Hij is verder eindredacteur en lid van redactiecommissies van verschillende Russische wetenschappelijke tijdschriften (waaronder Onomastiek en Toponimische onderzoeken) en woordenboeken (Woordenboek van Russische dialecten in de Centrale Oeral, Woordenboek van de dialecten van noordelijk Rusland, Materialen voor een Woordenboek van Finoegrische leenwoorden in de dialecten van noordelijk Rusland).